# Naroa Agirre
Naroa Agirre Kamio (San Sebastián, 15 de mayo de 1979) es una atleta española especializada en salto con pértiga. Es la actual poseedora de la plusmarca española con una marca de 4,56 m realizados en Sevilla el 17 de febrero de 2007 y se considera la mejor atleta de salto con pértiga de España de todos los tiempos.
Naroa Agirre es la mejor atleta española en salto de pértiga de todos los tiempos. Esta plusmarquista de 1,77 metros y 62 kg se ha convertido en los últimos tiempos en la referencia de la pértiga femenina en España. También destaca en la prueba de salto de longitud.

## Biografía
Naroa Agirre Camio nació el 15 de mayo de 1979 en San Sebastián. Comenzó a practicar atletismo en su colegio, el Liceo Santo Tomás de San Sebastián, en 4.º de EGB y su primer entrenador fue Jose Martín Pérez. Desde joven empezó a destacar siendo la prueba de longitud, la que mejor se le daba en esos tiempos. Ya en categoría júnior comenzó a entrenar con Ramón Cid, actual responsable de saltos de la Federación Española de Atletismo.
Con 18 años se fue a vivir a Barcelona a estudiar Ciencias Ambientales. Allí comenzó a entrenar en el Centro de Alto Rendimiento de Sant Cugat en Barcelona, donde comenzó a mejorar sus marcas. Su responsable en Barcelona fue el entrenador de pértiga Hans Ruf. En esa época Naroa Agirre rompió la barrera psicológica de los 4 metros estableciéndose ya entre las 4 mejores especialistas de España de salto de pértiga.
Volvió a San Sebastián en el 2001 con una mejor marca de 4,10 metros en salto de pértiga. En ese momento comenzó a entrenar con su entonces novio y actual marido, Jon Karla Lizeaga Susperregi. Su equipo de preparadores se completaba con el médico Ricardo Jiménez y con José Luis Parro como entrenador de pesas.
En la temporada 2002, con 23 años, ya totalmente volcada en la pértiga y con su nuevo entrenador; Naroa Agirre consiguió saltar 4,40 metros y por primera vez se proclamó campeona de España al aire libre en salto de pértiga (en el 2000 había sido campeona de España en pista cubierta), ganando a la entonces campeona Dana Cervantes. Esa misma temporada acudió al Campeonato de Europa de Múnich quedando en 10.ª posición.
En la temporada 2003, Agirre siguió mejorando y estableció un nuevo récord de España de pértiga, saltando hasta los 4,45 metros. Esa temporada acudió al Campeonato del Mundo en París, cayendo eliminada en la calificación.
En la temporada 2004 su progresión continuó saltando hasta los 4′47 metros. Esa temporada además tuvo una excelente actuación en los Juegos Olímpicos de Atenas consiguiendo saltar en la final 4,40 metros en la primera tentativa, lo que le permitió obtener el diploma olímpico al acabar en 6.ª posición.
En la temporada 2005 no consiguió mejorar su marca, participó en el Campeonato del Mundo de Helsinki, donde fue 7.ª.
Naroa Agirre continuó en 2006 con su progresión y superó la barrera de los 4,50 metros, situándose ya con esa marca entre la élite de la pértiga mundial. Esa temporada consiguió ser 7.ª en el Campeonato Mundial de Atletismo en Pista Cubierta de 2006.
En la temporada 2007 realizó una gran temporada de invierno, mejorando hasta en cuatro ocasiones su récord de España de pértiga, hasta dejarlo en 4,56 metros. Desafortunadamente, en el campeonato de Europa de Birmingham cayó eliminada tras rompérsele la pértiga. En los mundiales de Osaka quedó eliminada en las eliminatorias con 4,50 metros.
En 2008 aunque durante la primavera y verano, se mantuvo en todas las competiciones a un alto nivel, saltando habitualmente por encima de 4,40 metros, no consiguió realizar un gran salto. Participó en los Juegos Olímpicos de Pekín 2008 en la disciplina de salto con pértiga.
Venció su quinto oro al aire libre a los campeonatos de España en agosto de 2009 y, a nivel nacional, el 19 de febrero de 2011 consiguió su noveno campeonato de España.
En 2012 obtuvo en el Campeonato de España de Pista Cubierta su décimo título de España, pero no consiguió la marca necesaria de 4m40 que necesita para clasificarse para los Juegos Olímpicos de Londres.
Se retiró del salto de pértiga en 2018. Aparte de algunos trabajos como actriz, ha trabajado como profesora en el centro Maria Reina Eskola y Nazaret Fundazioa de San Sebastián.

## Logros en los Campeonatos de Atletismo de España[8][9]
| Año  | Modalidad      | Marca  | Posición |
| ---- | -------------- | ------ | -------- |
| 2000 | Pista cubierta | 4,00 m | Campeona |
| 2003 | Pista cubierta | 4,20 m | Campeona |
| 2003 | Aire libre     | 4,30 m | Campeona |
| 2005 | Pista cubierta | 4,31 m | Campeona |
| 2006 | Aire libre     | 4,40 m | Campeona |
| 2006 | Pista cubierta | 4,30 m | Campeona |
| 2007 | Aire libre     | 4,30 m | Campeona |
| 2007 | Pista cubierta | 4,56 m | Campeona |
| 2008 | Aire libre     | 4,20 m | Campeona |
| 2008 | Pista cubierta | 4,35 m | Campeona |
| 2009 | Aire libre     | 4,30 m | Campeona |
| 2009 | Pista cubierta | 4,25 m | Campeona |
| 2010 | Aire libre     | 4,15 m | Campeona |
| 2010 | Pista cubierta | 4,15 m | Campeona |
| 2011 | Pista cubierta | 4,30 m | Campeona |
| 2012 | Pista cubierta | 4,35 m | Campeona |
| 2013 | Aire libre     | 4,40 m | Campeona |
| 2014 | Pista cubierta | 4,25 m | Campeona |
| 2014 | Aire libre     | 4,42 m | Campeona |
| 2015 | Pista cubierta | 4,35 m | Campeona |
| 2015 | Aire libre     | 4,30 m | Campeona |
| 2016 | Pista cubierta | 4,25 m | Campeona |

## Logros internacionales
| Año  | Competición                                       | Lugar                 | Posición |
| ---- | ------------------------------------------------- | --------------------- | -------- |
| 2001 | XIV Juegos Mediterráneos                          | Túnez, Túnez          | 5a       |
| 2002 | Campeonato Europeo de Atletismo                   | Múnich, Alemania      | 10a      |
| 2004 | Juegos Olímpicos de Atenas                        | Atenas, Grecia        | 6a       |
| 2005 | Campeonato Mundial de Atletismo                   | Helsinki, Finlandia   | 9a       |
| 2006 | Campeonato Mundial de Atletismo en Pista Cubierta | Moscú, Rusia          | 6a       |
| 2006 | Campeonato Europeo de Atletismo                   | Gotemburgo, Suecia    | 7a       |
| 2008 | Campeonato Mundial de Atletismo en Pista Cubierta | Valencia, España      | 9a       |
| 2008 | Juegos Olímpicos de Pekín                         | Pekín, China          | 13a      |
| 2013 | Campeonato Europeo de Atletismo por selecciones   | Gateshead, Inglaterra | 4a       |
| 2013 | XVII Juegos Mediterráneos                         | Mersin, Turquía       | 2a       |
| 2015 | Campeonato Mundial de Atletismo                   | Pekín, China          |          |